# Viktor Michajlovič Čebrikov
Viktor Michajlovič Čebrikov (in russo Виктор Михайлович Чебриков?; Ekaterinoslav, 27 aprile 1923, del calendario giuliano – Mosca, 1º luglio 1999) è stato un politico e generale sovietico.

## Biografia
Iscritto dal 1940 all'Istituto di metallurgia di Dnepropetrovsk, servì dal 1941 al 1946 nell'Armata Rossa, dopodiché riprese gli studi che completò nel 1950. Iniziò quindi a lavorare e a parallelamente iniziò ad assumere incarichi all'interno del PCUS, a cui era iscritto dal 1944. Dal 1961 al 1963 fu Primo segretario del Comitato cittadino del partito a Dnepropetrovsk, e dal 1965 al 1967 fu Secondo segretario del Comitato regionale. Nel 1967 entrò nel collegio del KGB, di cui fu vicepresidente dal 1968 al 1982 e presidente dal 1982 al 1988. Fu inoltre membro del Comitato Centrale del PCUS dal 1981, del Politburo dal 1985 e della Segreteria dal 1988, mentre nel settembre 1989 si ritirò in pensione.